# Ján Grajzel
Ján Grajzel (3. února 1920, Zvolen – 10. února 1994, Praha) byl československý voják a příslušník výsadku Embassy.

## Mládí
Narodil se 3. února 1920 ve Zvolenu. Otec Ján byl dělník, matka Marie, rozená Hrášková byla v domácnosti. Měl jednu sestru.
Po absolvování základního vzdělání se začal učit na pokrývače, ale učení nedokončil. Od února 1936 začal pracovat ve frýdeckých hutích. Po německé okupaci se zapojil do odboje. Z obavy před zatčením odešel za prací do Německa. Pracoval v Kielu a Hagenu. Po několika měsících požádal o slovenský pas a 15. ledna 1942 byl odveden do slovenské armády. Do nástupu vojenské služby pracoval ve Zvolenu na poště.
Narukoval 1. října 1942 k 11. dělostřeleckému pluku v Žilině. Po vykonání kurzu byl zařazen jako telegrafista. 21. března 1944 byl odvelen ke slovenské technické brigádě v Itálii. 28. května 1944 přešel frontu do amerického zajetí. V zajateckém táboře přijal nabídku československých zpravodajských důstojníků k účasti na výsadkové operaci. V Bari prodělal výcvik v radiotegrafii, konspiraci a šifrování. Dále absolvoval parakurz, kurz přijímání letadel a horolezecký kurz. V srpnu 1944 již hodnosti desátníka byl zařazen do formující se skupiny Embassy.

## Nasazení
Kolem 22. hodiny 21. prosince 1944 byl společně s ostatními vysazen u obce Prostějovičky. S ostatními členy výsadku se nesešel. Pěšky dorazil do Prostějova, kde oslovil strážníka a požádal ho o pomoc. Strážník naoko přislíbil pomoc, ale zanechal vzkaz, na jehož základě byl Grajzel zatčen a předán gestapu. Gestapem byl vyslýchán v Brně. Při výsleších vypovídal podrobně o úkolech a záchytných adresách. Po ukončení vyšetřování byl převezen do koncentračního tábora Flossenbürg a v dubnu 1945 do Dachau, kde byl osvobozen americkou armádou.

## Po válce
Po přihlášení se na MNO sloužil v Praze a Stráži pod Ralskem do ledna 1947, kdy odešel z armády.

## Vyznamenání
- 1946 –  Československá medaile za zásluhy II. stupně